# قصيعر

تعديل مصدري - تعديل

قصيعر مدينة ساحلية في محافظة حضرموت، على طول بحر العرب، وتبعد حوالي 136.8 كم شرق المكلا، بلغ تعداد سكانها 8160 نسمة حسب الإحصاء الذي أجري عام 2004.